# Фридрих Вильгельм Цешинский
Фридрих Вильгельм Цешинский (пол. Fryderyk Wilhelm cieszyński; 9 ноября 1601 — 19 августа 1625) — последний князь цешинский (1617—1625), последний мужской представитель цешинcкой линии династии Силезских Пястов.

## Биография
Третий (младший) сын князя Адама Вацлава Цешинского (1574—1617) и Елизаветы Курляндской (ум. 1601). Его мать Елизавета скончалась через десять дней после рождения сына из-за осложнений во время родов. Фридрих Вильгельм находился под опекой отца, который передал его на воспитание выдающемуся силезскому гуманисту Бальтазару Экснеру. В 1611 году Адам Вацлав Цешинский принял католицизм и отправил своего сына на учёбу в иезуитский коллегиум в Мюнхене.
13 июля 1617 года после смерти своего отца, князя Адама Вацлава, 15-летний Фридрих Вильгельм стал новым князем цешинским. Сам Фридрих Вильгельм Цешинский в это время находился в Мюнхене, где проходил обучение иезуитском коллегиуме. В 1617—1624 годах Цешинским княжеством управлял регентский совет, в который входили епископ вроцлавский эрцгерцог Карл Австрийский, князь крновский и опавский Карл фон Лихтенштейн и староста Опольско-Ратиборского княжества Георг фон Опперсдорф. Однако реальной властью в Цешине пользовалась Эльжбета Лукреция, старшая сестра Фридриха Вильгельма.
Цешинское княжество несколько раз было разорено армиями во время Тридцатилетней войны. В 1620 году города Скочув и Струмень были разграблены отрядами лисовчиков, которые считали протестантских жителей городов своими врагами. В следующем 1621 году Цешин был сильно разграблен императорскими войсками под командованием полковника Карла Спинелли. Наконец, в 1622 году Цешин стал местом боёв между войсками протестантов курфюрст Иоганн Георга Бранденбургского и католиков под предводительством Карла Ганнибала фон Дона.
В религиозной сфере Фридрих Вильгельм Цешинский был толерантным и избегал ограничений в отношении как католиков, так и протестантов.
В 1624 году Фридрих Вильгельм Цешинский вернулся в свое княжество и стал править в нём самостоятельно. Однако уже вскоре, в начале 1625 года, по распоряжению германского императора князь уехал в Нидерланды, где он должен был занять пост командующего военного округа. Во время этой поездки Фридрих Вильгельм внезапно заболел и 19 августа 1625 года умер в Кёльне. Он был похоронен в доминиканском костёле в Цешине.
После смерти князя Фридриха Вильгельма Габсбурги попытались присоединить Цешинское княжество к своим владениям на правах сюзерена. Однако сопротивление Эльжбеты Лукреции (старшей сестры покойного князя) привело к тому, что германский император Фердинанд II выразил согласие на передачу ей пожизненной власти в княжестве, но без права передачи своим потомкам.

## Потомки
Князь Фридрих Вильгельм Цешинский не был женат и не имел законного потомства. Его внебрачная дочь Мария Магдалена (ок. 1624—1661), в 1640 году получила от императора Фердинанда III титул баронессы Гогенштейн. Князь Фридрих Вильгельм Цешинский был последним мужским представителем цешинской линии Силезских Пястов.